# 宮崎郡
- 令制国一覧 > 西海道 > 日向国 > 宮崎郡
- 日本 > 九州地方 > 宮崎県 > 宮崎郡

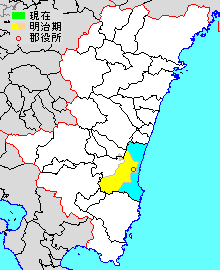
宮崎県宮崎郡の位置（薄黄：後に他郡に編入された区域 水色：後に他郡から編入した区域）

宮崎郡（みやざきぐん）は、宮崎県（日向国）にあった郡。

## 郡域
1879年（明治12年）に行政区画として発足した当時の郡域は、以下の区域にあたる。
- 宮崎市の一部（概ね大瀬町、瓜生野、池内町、南方町、花ケ島町、村角町、大島町、波島、浮城町、柳丸町、下原町、宮崎駅東、浄土江町、老松、瀬頭、瀬頭町、松山、東大淀、大淀、中村東、南町、天満、京塚町、大坪町、大坪東、大坪西、薫る坂、古城町、源藤町、月見ケ丘、清武町各町以西かつ金崎、堤内、大瀬町、瓜生野、跡江、柏原、富吉、長嶺、細江、田野町乙以東[2]）
- 東諸県郡国富町の一部（宮王丸）

上記のうち宮崎市内の区域については、市の地域自治区区分では以下にあたる。
- 中央西・小戸・大宮・大塚・大塚台・生目台・小松台・清武各地域自治区の全域
- 中央東地域自治区の大部分（青葉町・大和町・堀川町・吾妻町および宮崎駅東二丁目～三丁目・瀬頭・瀬頭町・旭・松山の各一部を除く[1]）
- 東大宮地域自治区の大部分（波島の一部を除く[1]）
- 大淀地域自治区の大部分（東大淀・中村東・天満・大坪東・大坪西・薫る坂の各一部を除く[1]）
- 生目地域自治区の大部分（大字有田を除く）
- 北地域自治区の大部分（大字糸原・大字吉野を除く）
- 田野地域自治区の大部分（田野町乙のうち野崎・東原・鹿毛を除く）
- 檍地域自治区の一部（浮城町・浄土江町および宮崎駅東一丁目の一部[1]）
- 赤江地域自治区の一部（月見ケ丘の一部[1]）

日向国成立当初の宮崎郡は、後の南那珂郡域（現在の日南市・串間市）をも含んでいた。

## 歴史

### 古代
『続日本紀（797年完成）』神護景雲二年（768年）九月条に、宮埼郡の人、大伴人益が白い尾をもつ青馬を献じ大瑞だとして賞され庸調を免除されたことがみえている。
『和名類聚抄（938年完成）』によると、郡は四つの郷から構成されており、飫肥郷、田辺郷、島江郷、江田郷が記載されている。

#### 式内社
『延喜式（927年完成）』神名帳に記される郡内の式内社。
| 神名帳           | 神名帳 | 神名帳 | 神名帳 | 比定社   | 比定社                 | 比定社 | 集成 |
| 社名             | 読み   | 格     | 付記   | 社名     | 所在地                 | 備考   | 集成 |
| ---------------- | ------ | ------ | ------ | -------- | ---------------------- | ------ | ---- |
| 宮埼郡 1座（小） |        |        |        |          |                        |        |      |
| 江田神社         | エタノ | 小     |        | 江田神社 | 宮崎県宮崎市阿波岐原町 |        |      |
| 凡例を表示       |        |        |        |          |                        |        |      |

### 近世以降の沿革
- 「旧高旧領取調帳」に記載されている明治初年時点での支配は以下の通り。（3町30村）

| 知行   | 知行       | 村数     | 村名 |
| ------ | ---------- | -------- | --- |
| 幕府領 | 飫肥藩預地 | 2村      | 西細江村、船引村 |
| 幕府領 | 旗本領     | 2村      | 堤内村、金崎村 |
| 藩領   | 日向延岡藩 | 3町 22村 | 上野町、江平町、下北方村、名田村、上北方村、池内村、南方村、花ヶ島町、村角村、大島村、上別府村、瓜生野村、宮王丸村、太田村、古城村、源藤村、大塚村、跡江村、浮田村、長嶺村、柏原村、富吉村、東細江村、小松村、生目村 |
| 藩領   | 日向飫肥藩 | 4村      | 加納村、木原村、今泉村、田野村 |

- 慶応4年
  - 閏4月25日（1868年6月15日） - 幕府領が富高県の管轄となる。
  - 8月17日（1868年10月2日） - 富高県の管轄区域が日田県の管轄となる。
- 明治3年（1870年） - 旗本領が日田県の管轄となる。
- 明治4年
  - 2月 - 領知替えにより、日田県の管轄地域が延岡藩領となる。
  - 7月14日（1871年8月29日） - 廃藩置県により、飫肥県、延岡県の管轄となる。
  - 11月14日（1871年12月25日） - 第1次府県統合により、大淀川以北（上野町・江平町・松山町・下北方村・名田村・上北方村・池内村・南方村・花ヶ島町・村角村・大島村・上別府村・堤内村・金崎村・瓜生野村・宮王丸村）が美々津県、残部が都城県の管轄となる。
- 明治6年（1873年）1月15日 - 全域が宮崎県（第1次）の管轄となる。
- 明治初年 - 西細江村・東細江村が合併して細江村となる。（3町29村）
- 明治5年（1872年） - 瓜生野村の一部が分立して大瀬町村・柏田町となる。（4町30村）
- 明治7年（1874年） - 名田村が下北方村に合併[5]。（4町29村）
- 明治8年（1875年） - 上別府村の一部が分立して川原町となる。（5町29村）
- 明治9年（1876年）8月21日 - 第2次府県統合により鹿児島県の管轄となる。
- 明治12年（1879年）2月17日 - 郡区町村編制法の鹿児島県での施行により、行政区画としての宮崎郡が発足。「宮崎那珂郡役所」が上別府村に設置され、那珂郡とともに管轄。
- 明治14年（1881年）7月28日 - 「宮崎那珂郡役所」が「宮崎那珂児湯郡役所」となり、児湯郡とともに管轄。
- 明治16年（1883年）5月9日 - 宮崎県（第2次）の管轄となる。
- 明治17年（1884年）
  - 1月26日 - 「宮崎那珂児湯郡役所」が「宮崎北那珂郡役所」となり、北那珂郡とともに管轄。
  - 太田村の一部が分立して中村町・福島町となる。（7町29村）

### 町村制以降の沿革

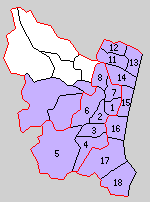
1.宮崎町 2.大淀村 3.南清武村 4.北清武村 5.田野村 6.生目村 7.大宮村 8.瓜生野村 11.那珂村 12.佐土原村 13.広瀬村 14.住吉村 15.檍村 16.赤江村 17.木花村 18.青島村（紫：宮崎市）

- 明治22年（1889年）5月1日 - 町村制の施行により、以下の町村が発足。全域が現・宮崎市。（1町7村）
  - 宮崎町 ← 上別府村、上野町、川原町、江平町、北那珂郡松山町、瀬頭町
  - 大淀村 ← 中村町、太田村、古城村、福島町、大塚村、源藤村
  - 南清武村 ← 今泉村、木原村
  - 北清武村 ← 船引村、加納村
  - 田野村（単独村制）
  - 生目村 ← 浮田村、生目村、細江村、長嶺村、跡江村、富吉村、柏原村、小松村
  - 大宮村 ← 下北方村、大島村、花ヶ島町、村角村、南方村、池内村
  - 瓜生野村 ← 上北方村、瓜生野村、大瀬町村、柏田町
  - 堤内村・金崎村が東諸県郡倉岡村の、宮王丸村が同郡本庄村のそれぞれ一部となる。
- 明治24年（1891年）7月4日 - 北清武村・南清武村が合併して清武村が発足。（1町6村）
- 明治29年（1896年）4月1日 - 郡制の施行のため、明治29年法律第26号（宮崎縣下郡廢置法律）によって、「宮崎北那珂郡役所」の管轄区域をもって、改めて宮崎郡が発足。北那珂郡に所属した那珂村・佐土原村・広瀬村・住吉村・檍村・赤江村・木花村・青島村が本郡の所属となる。（1町14村）
- 明治30年（1897年）4月1日 - 郡制を施行。
- 明治34年（1901年）7月12日 - 佐土原村が町制施行して佐土原町となる。（2町13村）
- 大正6年（1917年）2月11日 - 大淀村が町制施行して大淀町となる。（3町12村）
- 大正12年（1923年）4月1日 - 郡会が廃止。郡役所は存続。
- 大正13年（1924年）4月1日 - 宮崎町・大淀町・大宮村が合併して宮崎市が発足し、郡より離脱。（1町11村）
- 大正15年（1926年）
  - 4月1日 - 赤江村が町制施行して赤江町となる。（2町10村）
  - 7月1日 - 郡役所が廃止。以降は地域区分名称となる。
- 昭和7年（1932年）4月20日 - 檍村が宮崎市に編入。（2町9村）
- 昭和18年（1943年）4月1日 - 赤江町が宮崎市に編入。（1町9村）
- 昭和23年（1948年）4月1日 - 田野村が東諸県郡高岡町の一部（野崎）を編入。
- 昭和25年（1950年）5月3日（3町7村）
  - 清武村が町制施行して清武町となる。
  - 田野村が町制施行して田野町となる。
- 昭和26年（1951年）
  - 3月25日 - 瓜生野村・木花村・青島村が宮崎市に編入。（3町4村）
  - 4月1日 - 広瀬村が町制施行して広瀬町となる[6]。（4町3村）
- 昭和29年（1954年）10月30日 - 清武町が宮崎市の一部（鏡洲）を編入。
- 昭和30年（1955年）4月1日 - 佐土原町・那珂村が合併し、改めて佐土原町が発足。（4町2村）
- 昭和32年（1957年）10月1日 - 住吉村が宮崎市に編入。（4町1村）
- 昭和33年（1958年）4月1日 - 佐土原町・広瀬町が合併し、改めて佐土原町が発足。（3町1村）
- 昭和38年（1963年）4月1日 - 生目村が宮崎市に編入。（3町）
- 平成18年（2006年）1月1日 - 田野町・佐土原町が宮崎市に編入。（1町）
- 平成22年（2010年）3月23日 - 清武町が宮崎市に編入。同日宮崎郡消滅。

### 変遷表
| 明治22年以前 | 明治22年5月1日    | 明治22年 - 明治45年   | 明治22年 - 明治45年   | 大正1年 - 昭和19年  | 大正1年 - 昭和19年          | 昭和20年 - 昭和29年          | 昭和30年 - 昭和63年          | 昭和30年 - 昭和63年          | 平成1年 - 現在               | 現在   |
| ------------ | ----------------- | --------------------- | --------------------- | ------------------- | --------------------------- | ---------------------------- | ---------------------------- | ---------------------------- | ---------------------------- | ------ |
|              | 北那珂郡 佐土原村 | 明治29年4月1日 宮崎郡 | 明治34年7月12日 町制  | 佐土原町            | 佐土原町                    | 佐土原町                     | 昭和30年4月1日 佐土原町      | 昭和33年4月1日 佐土原町      | 平成18年1月1日 宮崎市に編入  | 宮崎市 |
|              | 北那珂郡 那珂村   | 明治29年4月1日 宮崎郡 | 明治29年4月1日 宮崎郡 | 那珂村              | 那珂村                      | 那珂村                       | 昭和30年4月1日 佐土原町      | 昭和33年4月1日 佐土原町      | 平成18年1月1日 宮崎市に編入  | 宮崎市 |
|              | 北那珂郡 広瀬村   | 明治29年4月1日 宮崎郡 | 明治29年4月1日 宮崎郡 | 広瀬村              | 広瀬村                      | 昭和26年4月1日 町制          | 広瀬町                       | 昭和33年4月1日 佐土原町      | 平成18年1月1日 宮崎市に編入  | 宮崎市 |
|              | 北那珂郡 住吉村   | 明治29年4月1日 宮崎郡 | 明治29年4月1日 宮崎郡 | 住吉村              | 住吉村                      | 住吉村                       | 昭和32年10月1日 宮崎市に編入 | 昭和32年10月1日 宮崎市に編入 | 宮崎市                       | 宮崎市 |
|              | 北那珂郡 木花村   | 明治29年4月1日 宮崎郡 | 明治29年4月1日 宮崎郡 | 木花村              | 木花村                      | 昭和26年3月25日 宮崎市に編入 | 宮崎市                       | 宮崎市                       | 宮崎市                       | 宮崎市 |
|              | 北那珂郡 青島村   | 明治29年4月1日 宮崎郡 | 明治29年4月1日 宮崎郡 | 青島村              | 青島村                      | 昭和26年3月25日 宮崎市に編入 | 宮崎市                       | 宮崎市                       | 宮崎市                       | 宮崎市 |
|              | 北那珂郡 赤江村   | 明治29年4月1日 宮崎郡 | 明治29年4月1日 宮崎郡 | 大正15年4月1日 町制 | 昭和18年4月1日 宮崎市に編入 | 宮崎市                       | 宮崎市                       | 宮崎市                       | 宮崎市                       | 宮崎市 |
|              | 北那珂郡 檍村     | 明治29年4月1日 宮崎郡 | 明治29年4月1日 宮崎郡 | 檍村                | 昭和7年4月20日 宮崎市に編入 | 宮崎市                       | 宮崎市                       | 宮崎市                       | 宮崎市                       | 宮崎市 |
|              | 宮崎町            | 宮崎町                | 宮崎町                | 宮崎町              | 大正13年4月1日 宮崎市       | 宮崎市                       | 宮崎市                       | 宮崎市                       | 宮崎市                       | 宮崎市 |
|              | 大淀村            | 大淀村                | 大淀村                | 大正6年2月11日 町制 | 大正13年4月1日 宮崎市       | 宮崎市                       | 宮崎市                       | 宮崎市                       | 宮崎市                       | 宮崎市 |
|              | 大宮村            | 大宮村                | 大宮村                | 大宮村              | 大正13年4月1日 宮崎市       | 宮崎市                       | 宮崎市                       | 宮崎市                       | 宮崎市                       | 宮崎市 |
|              | 瓜生野村          | 瓜生野村              | 瓜生野村              | 瓜生野村            | 瓜生野村                    | 昭和26年3月25日 宮崎市に編入 | 宮崎市                       | 宮崎市                       | 宮崎市                       | 宮崎市 |
|              | 生目村            | 生目村                | 生目村                | 生目村              | 生目村                      | 生目村                       | 昭和38年4月1日 宮崎市に編入  | 昭和38年4月1日 宮崎市に編入  | 宮崎市                       | 宮崎市 |
|              | 田野村            | 田野村                | 田野村                | 田野村              | 田野村                      | 昭和25年5月3日 町制          | 田野町                       | 田野町                       | 平成18年1月1日 宮崎市に編入  | 宮崎市 |
|              | 北清武村          | 明治24年7月4日 清武村 | 明治24年7月4日 清武村 | 清武村              | 清武村                      | 昭和25年5月3日 町制          | 清武町                       | 清武町                       | 平成22年3月23日 宮崎市に編入 | 宮崎市 |
|              | 南清武村          | 明治24年7月4日 清武村 | 明治24年7月4日 清武村 | 清武村              | 清武村                      | 昭和25年5月3日 町制          | 清武町                       | 清武町                       | 平成22年3月23日 宮崎市に編入 | 宮崎市 |